# Bitwa o las Hürtgen

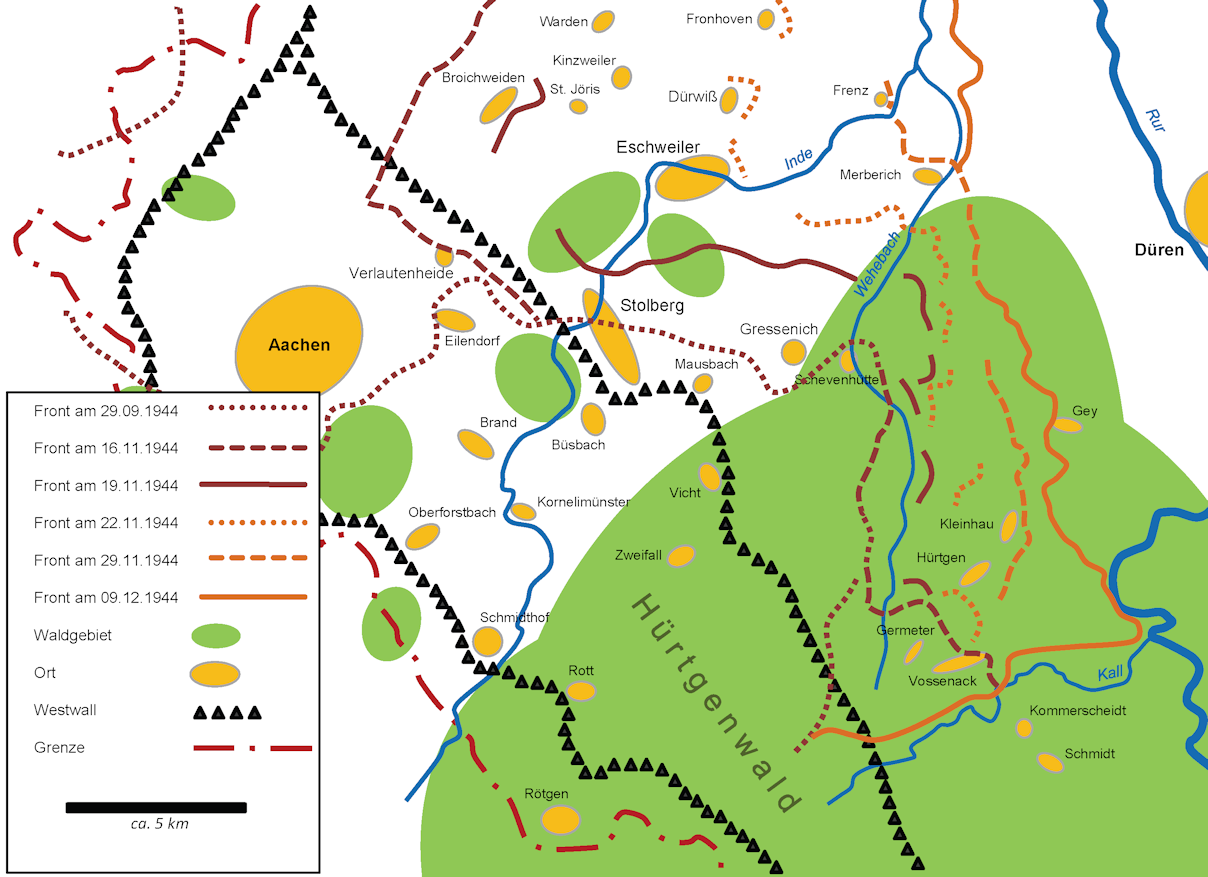
Schemat bitwy

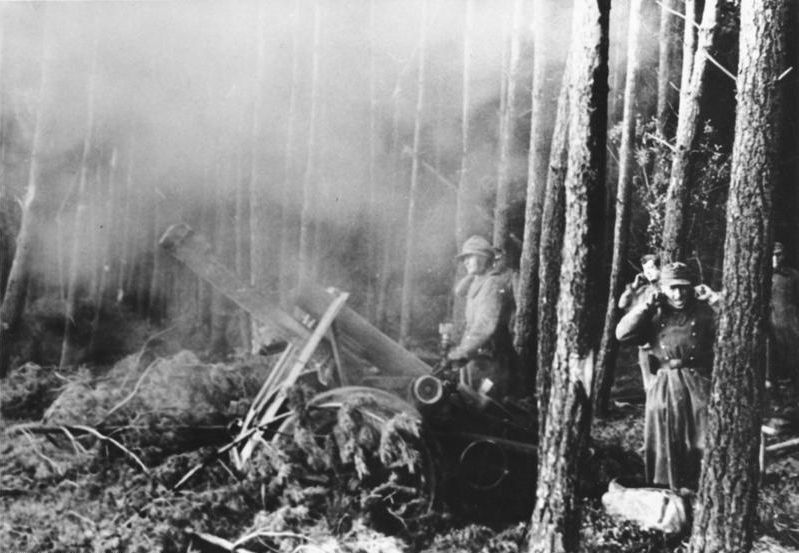
Niemieccy artylerzyści w lesie Hürtgen, listopad 1944 r.

Bitwa o las Hürtgen – nazwa serii walk między oddziałami amerykańskimi i niemieckimi w czasie drugiej wojny światowej w okresie od 19 września 1944 do 10 lutego 1945 roku, w lesie Hürtgen, w korytarzu o powierzchni ok. 130 km² na granicy niemiecko-belgijskiej. 
Była to najdłuższa bitwa armii amerykańskiej w jej historii, w dużej mierze jednak przyćmiona przez obronę Bastogne w czasie kontrofensywy niemieckiej w Ardenach, w grudniu 1944, gdy armia niemiecka usiłowała zahamować dostawy alianckie z portu w Antwerpii.

## Przebieg
Amerykańskie dowództwo zamierzało wykorzystać sukces lądowania w Normandii i szybko przełamać graniczną obronę niemiecką na linii Zygfryda, po czym wedrzeć się na terytorium Niemiec. W tym celu wysłano w to miejsce kilka dywizji, jednak w trudnym terenie przewaga ilościowa wojsk amerykańskich została w dużym stopniu zneutralizowana i Niemcy zdołali powstrzymać postępy wojsk alianckich przez kilka miesięcy, posługując się stosunkowo niewielkimi siłami i dobrze ulokowaną artylerią.
W czasie bezpośrednich walk straty amerykańskie wyniosły 24 tys. zabitych i rannych oraz 9 tys. żołnierzy wyeliminowanych przez choroby i od tzw. przyjacielskiego ognia. Między 6 października a 13 listopada 1944 amerykańska 9 Dywizja Piechoty w ciągu 10 dni straciła 4500 żołnierzy, posuwając się zaledwie o 3 kilometry, a 28 Dywizja Piechoty utraciła 6184 żołnierzy. Niemcy stracili ok. 28 tys. zabitych i rannych. W bitwie brały udział niektóre jednostki lądujące wcześniej na plaży Omaha – ich żołnierze twierdzili, że bitwa była znacznie bardziej krwawa niż desant w Normandii. Ernest Hemingway porównał ją nawet z bitwą o Paschendale z okresu I wojny światowej. 
Sam las został nazwany fabryką śmierci, zielonym piekłem i krwawym lasem, zaś w Niemczech istnieje zastępcza nazwa walk określana jako Bitwa Zaduszna (niem. Allerseelenschlacht).

## Ordre de Bataille

### Niemcy
- 89. Dywizja Piechoty
- 275. Dywizja Piechoty
- 344. Dywizja Piechoty
- 353. Dywizja Piechoty
- 3. Dywizja Strzelców Spadochronowych
- 116. Dywizja Pancerna
- 12. Dywizja Grenadierów Ludowych
- 47. Dywizja Grenadierów Ludowych
- 272. Dywizja Grenadierów Ludowych

### Amerykanie
- 1. Dywizja Piechoty
- 4. Dywizja Piechoty
- 8. Dywizja Piechoty
- 9. Dywizja Piechoty
- 28. Dywizja Piechoty
- 78. Dywizja Piechoty
- 83. Dywizja Piechoty
- 104. Dywizja Piechoty
- 82. Dywizja Powietrznodesantowa
- 3. Dywizja Pancerna
- 5. Dywizja Pancerna
- 7. Dywizja Pancerna
- 2. Batalion Rangersów

## Kultura masowa
- "Gdy milkną fanfary" bądź "Kiedy ucichną działa" (ang. When Trumpets Fade) – film produkcji amerykańsko-węgierskiej w reżyserii Johna Irvina z 1998. Film jest dostępny na YouTube pod tytułem "Las Hurtgen - II WS - CAŁY FILM - Lektor PL" czas 1:25:34 [dostęp 22.01.2018]
- Utwór "Return To Sanity" niemieckiej grupy muzycznej Heaven Shall Burn, opublikowany na albumie Invictus (Iconoclast III) z 2010, dotyczy bitwy o las Hürtgen.
- "Festung Recogne" – jedna z misji w grze Call of Duty odbywa się na obszarze lasu Hürtgen.